# Port Hardy Airport
Port Hardy Airport är en flygplats i Kanada. Den ligger i den sydvästra delen av landet, 3 800 km väster om huvudstaden Ottawa. Port Hardy Airport ligger 21 meter över havet.
Terrängen runt Port Hardy Airport är platt österut, men åt sydväst är den kuperad. Havet är nära Port Hardy Airport åt nordost. Runt Port Hardy Airport är det mycket glesbefolkat, med 5 invånare per kvadratkilometer.. Närmaste större samhälle är Port Hardy, 10,2 km nordväst om Port Hardy Airport. 
I omgivningarna runt Port Hardy Airport växer i huvudsak blandskog.